# Turone

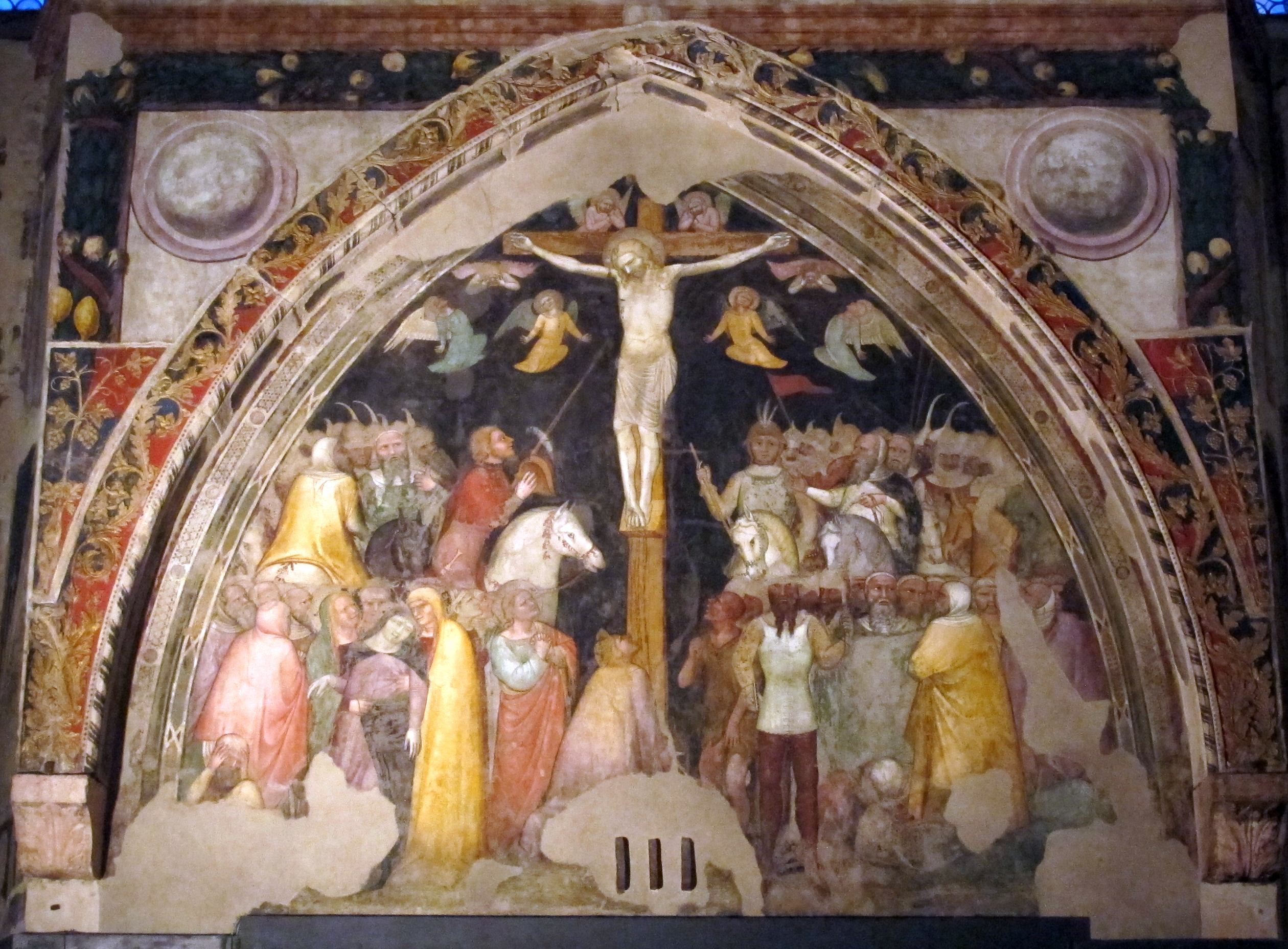
La Crocifissione di San Fermo a Verona

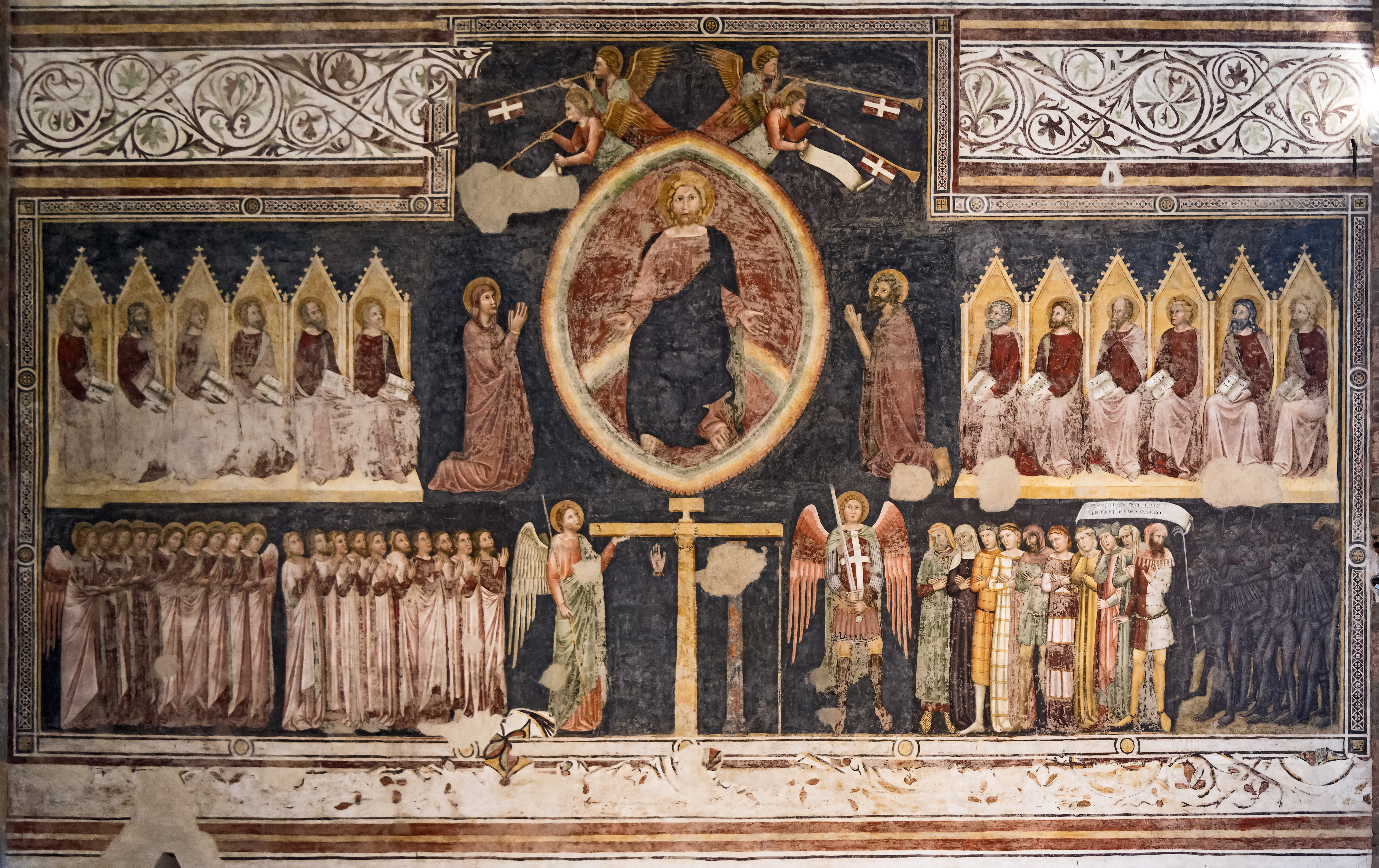
Giudizio universale, Santa Anastasia (Verona)

Turone di Maxio (XIV secolo) è stato un pittore italiano di origini lombarde, attivo nell'area veronese nella seconda metà del XIV secolo.

## Biografia
Nella pittura di Turone si vede un esempio di rielaborazione veneto-padana della lezione giottesca, che in Veneto soprattutto - ma solo marginalmente a Venezia - ebbe forte impatto grazie alle straordinarie opere patavine del Maestro toscano (la cappella degli Scrovegni e quelle andate perdute nella Basilica del Santo e nel Palazzo della Ragione). Rielaborazione che alla prospetticità e al volume giotteschi aggiunge una maggiore concitazione e drammatizzazione delle azioni e un uso più deciso del colore. È Altichiero da Zevio, probabilmente allievo di Turone, a raggiungere l'apice di questo approccio pittorico.
Tra le opere più significative attribuite a Turone vi è l'affresco di una crocifissione sulla controfacciata della chiesa di San Fermo Maggiore a Verona. Altro sito in cui è osservabile l'opera di Turone è la chiesa di Santa Anastasia sempre in Verona. Le rare opere su tavola pervenuteci attribuibili a Turone si trovano presso il museo veronese di Castelvecchio.
Di Turone va menzionata anche l'attività di miniatore che ancora una volta a Verona ha i suoi lasciti maggiori.